# Museu Arqueològic d'Esparta
El Museu Arqueològic d'Esparta és un dels museus més antics de Grècia. Alberga objectes arqueològics procedents sobretot de l'antiga Esparta, i d'altres llocs de Lacònia.

## Història del museu
Una primera col·lecció arqueològica d'Esparta es va crear al 1833 i s'allotjà en una església d'Agios Pantaleon; fou, però, destruïda per un incendi. Al 1872, l'arqueòleg Panagiotis Stamatakis aplegà una altra sèrie de troballes que foren el nucli original del museu. Així, entre el 1974 i el 1976 s'alçà un edifici per a albergar-les. Per l'augment de les troballes en les excavacions de la zona, l'edifici s'amplià entre el 1905 i el 1908 i una altra vegada el 1936. Durant la Segona Guerra Mundial els objectes se'n traslladaren a un amagatall. Després d'algunes reformes de la segona meitat del segle xx, el nombre creixent de troballes ha creat la necessitat de construir un nou museu en un altre lloc.
El 1997 va nàixer la Fundació d'Amics del Museu Arqueològic d'Esparta.

## Col·leccions
El museu agrupa una col·lecció d'objectes d'èpoques compreses entre el Neolític i la dominació romana procedents de Esparta i d'altres zones de Lacònia. Hi destaquen els procedents dels santuaris de l'antiga ciutat d'Esparta.
De la prehistòria es mostren troballes procedents de jaciments com els d'Epidaure Limera, Geraki, Melatria, Peristeri, Angelona i Amicles. Destaquen particularment els de la necròpoli micènica de Pelana.
D'altra banda, hi ha moltes ofrenes d'èpoques històriques diferents del Santuari d'Àrtemis Ortia, entre les quals unes columnes amb inscripcions d'època romana amb els noms dels vencedors de competicions que es feren al santuari, figuretes de vori, pedra, terracota o metall i unes singulars màscares que probablement són imitacions d'altres de fusta o pell que s'empraven durant els rituals en honor de la dea. Altres ofrenes procedeixen del Menelaion i dels santuaris d'Atena i Apol·lo. També hi destaquen unes grans àmfores per a enterraments.
Hi ha moltes escultures i sarcòfags, la majoria d'època romana, així com mosaics dels períodes hel·lenístic i romà. En alguns mosaics es veuen escenes mitològiques com ara la decapitació de Medusa, l'estada d'Aquil·les a Esciros, o la dea Afrodita.

També són destacables els elements arquitectònics procedents del Santuari d'Apol·lo d'Amicles, on també s'adorava Jacint. Entre les escultures, sobreïx una d'un guerrer espartà, una altra d'Ilitia i un cap d'Hera o Helena.

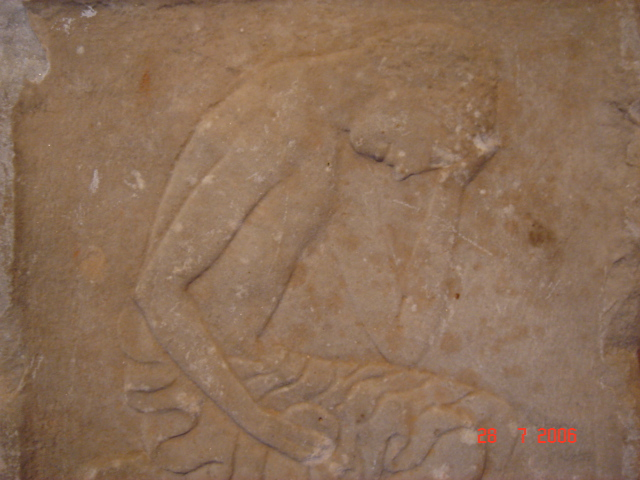
Relleu amb un adolescent, procedent de Geraki, del segle VI ae
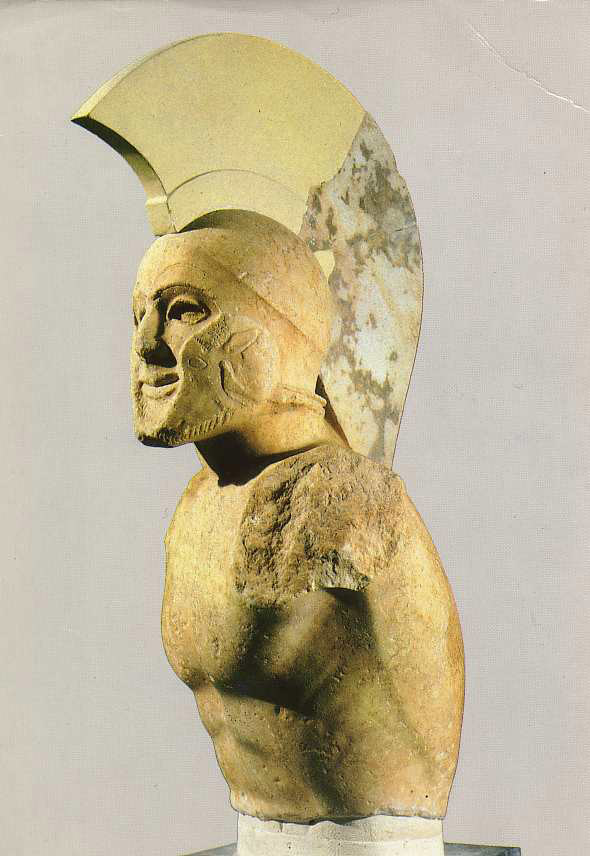
Estàtua de guerrer espartà
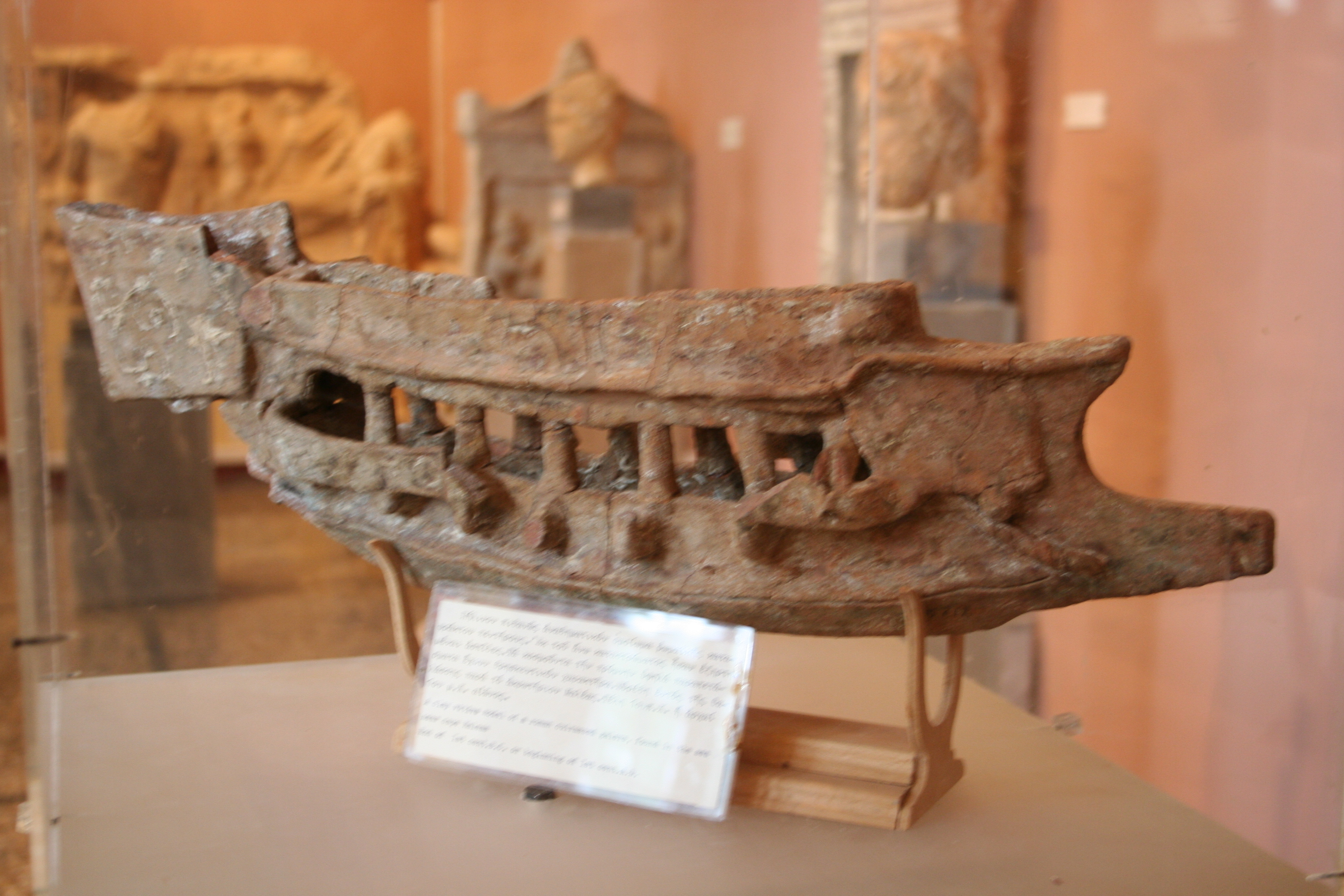
Trirrem de terracota